# Hispania (Antioquia)
Hispania est une municipalité située dans le département d'Antioquia, en Colombie.